# Runenstein von St Paul’s
Der Runenstein von St Paul’s in London (englisch St Paul’s Rune Stone) wurde im Jahre 1852 auf dem Friedhof der St Paul’s Cathedral gefunden.
Die Dekoration des Runensteines, der auf 980 bis 1070 n. Chr. datiert wird, ist das im Ringerike-Stil geschnittene Great Beast. Die Darstellung ist eine der bekanntesten ihrer Art und stammt von einem skandinavischen Künstler.
Die zweizeilige Inschrift am Rande des Steins ist in einem Runenalphabet geschrieben, das in Skandinavien um 1000 n. Chr. verwendet wurde. Sie markiert das Grab eines Nachfolgers des dänischen Königs Knut, der England von 1016 bis 1035 regierte. Der Text lautet:
„Ginna setzte diesen Stein und auch Toki“
Es ist möglich, dass Ginna die Witwe und Toki der Sohn des Toten war, dessen Name an anderer Stelle auf dem Grabstein erschien. Spuren von Farbe wurden auf dem Stein gefunden.